# Hästtjärnarna, Hälsingland
Hästtjärnarna är en sjö i Ljusdals kommun i Hälsingland och ingår i Ljusnans huvudavrinningsområde.